# Еленово езеро
Еленово езеро (Езеро Рейндиър) (на английски: Reindeer Lake) е 2-рото по големина езеро в провинция Саскачеван. Площта му, заедно с островите в него е 6650 км2, която му отрежда 9-о място сред езерата на Канада. Площта само на водното огледало без островите е 5658 км2. Надморската височина на водата е 337 м.
Езерото се намира в североизточната част на провинция Саскачеван и около 1/5 от него в северозападната част на провинция Манитоба. Еленовото езеро има дължина от юг на север 233 км, а максималната му ширина е 60 км. Обемът на водната маса е 95,25 км3. Средна дълбочина 17 м, а максимална – 219 м, намираща се в най-южната част на езерото в Дълбокия залив (Deep bay, 56°24′ с. ш. 102°59′ з. д. / 56.4° с. ш. 102.983333° з. д.), като заливът се е образувал преди около 140 млн. години в резултат от сблъсък с метеорит. От ноември до юни езерото е покрито с дебела ледена кора.
Еленовото езеро има силно разчленена брегова линия с множество заливи, полуострови, канали и над 5500 малки острова с обща площ от 992 км2.
Площта на водосборния му басейн е около 60 000 km2, като в езерото се вливат множество реки, по големи от които са Кокран и Уотамен, но изтича само една – Еленова река, десен приток на река Чърчил, вливаща се в Хъдсъновия залив.
Бреговете на езерото са слабо заселени, като има само три малки селища – Кинуса (на източния бряг), Броше (на северното крайбрежие) и Саутхенд (в най-южната част на езерото).
Езерото е открито през 1796 г. от Дейвид Томпсън, топограф на „Компанията Хъдсънов залив“, търгуваща с ценни животински кожи.
Сто години по-късно, през лятото на 1894 г. езерото е вторично открито и за първи път грубо картографирано от канадския геолог и картограф Джоузеф Тирел.